# Propefusus australis
Propefusus australis is een slakkensoort uit de familie van de Fasciolariidae. De wetenschappelijke naam van de soort werd in 1833 voor het eerst geldig gepubliceerd door J.R.C. Quoy & J.P. Gaimard.